# 구스피니
구스피니(Guspini, 사르데냐어: Gùspini)는 이탈리아 수드사르데냐도 서부 사르데냐에 위치한 인구 약 12,000명의 도시이자 코무네이다. 주도인 칼리아리에서 62 킬로미터 (39 mi), 산가비노몬레알레의 기차역에서 14.6 킬로미터 (9.1 mi) 떨어져 있다.
구스피니 근처 몬테베키오와 겐나마리 광산에서는 과거에 방연석과 섬아연석이 채굴되었다. 오늘날 구스피니 사람들은 농업, 관광 및 중소기업에 주력하고 있다. 구스피니 근처에는 잘 지어진 누라게들과 페니키아-포에니 고고학 유적인 네아폴리스가 있다.

## 역사
구스피니 지역의 인류 정착의 첫 흔적은 누라게 시기 이전으로 거슬러 올라간다. 누라게, 페니키아-포에니, 비잔틴, 로마 정착지의 흔적이 발견되었다.
이 도시는 중세 시대 건축 양식을 가지고 있으며, 같은 기사단에 의해 세워진 산타 마리아 디 몰타 교회가 가장 오래된 흔적이다. 중세 시대에 이 도시는 아르보레아의 주디카토에 속했으며, 그 통치자들은 1100년에 아르쿠엔투 산에 지어진 성을 소유했다.
19세기부터 구스피니의 역사는 몬테베키오 광산과 밀접하게 연관되었다.

## 기념물 및 관광지

### 종교 건축물
- 산 니콜라 디 미라 교회: 17세기 전반에 후기 고딕 양식으로 지어졌다. 장미창이 특징적인 외관을 가지고 있다.
- 산타 마리아 디 몰타 교회: 10세기에 로마네스크 양식으로 지어졌으며, 비잔틴 (그리스) 가톨릭 교회에 속한 수도원의 일부였다.
- 산 피오 10세 교회: 1966년에 지어졌다.
- 산 조반니 보스코 교회: 1977년에 지어졌다.

### 민간 건축물
- 무르지아 가옥
- 몬테그라나티코
- 무니치피오 (시청)

### 고고학

#### 선사 시대 유적지
- 페르다스 롱가스 멘히르.
- 신성한 우물 사 미차 데 니에디누 근처의 젠나 프루나스 멘히르.
- 누라게 브룬쿠 에 스'오르쿠 근처의 도무스 데 야나스 디 브룬쿠 마데우스.

누라게 유적지
- 누라게 사우레치와 누라게 멜라스 등 30개 이상의 누라게 중 가장 잘 보존된 것들.
- 2개의 신성한 우물:
  - 신성한 우물 사 미차 데 니에디누 (기원전 1200-900년)
  - 이스 트리가스 신성한 우물.

다른 가장 흥미로운 고고학 유적지는 페니키아-포에니 시대와 그 이후의 로마 도시 네아폴리스이다.

### 광산
- 몬테베키오 광산.

동부 광산 중:
- 피칼리나 광산.
- 산탄토니오 광산.
- 시리아 광산.

서부 광산 중:
- 카사르지우 광산.
- 산나 광산.
- 텔레 광산.

### 자연 기념물
- 현무암 기둥: 도시 내에 위치한다.
- 사 로카 인쿠아디가다 (사르데냐어로 "얹힌 바위"로 번역 가능): 산타 마르게리타 산 경사면에 위치한 거대한 화강암 바위로, 사 텔라와 사타이 샘물도 이곳에 있다.

## 같이 보기
- 몬테베키오
- 아르부스